# Dimityr Iwankow
Dimityr Iwanow Iwankow (bułg. Димитър Иванов Иванков, ur. 30 października 1975 roku w Sofii) – bułgarski piłkarz występujący na pozycji bramkarza. Z liczbą 42 bramek zajmuje (stan na kwiecień 2010) trzecie miejsce w klasyfikacji najskuteczniejszych bramkarzy świata, za Rogério Cenim i José Luisem Chilavertem.

## Kariera piłkarska
Jest wychowankiem Lewskiego Sofia, gdzie grał nieprzerwanie do 2005 roku. W ciągu tych dziewięciu lat zdobył trzy tytuły mistrza oraz pięciokrotnie wygrywał rozgrywki o Puchar kraju; w tym czasie strzelił również dziewiętnaście goli w meczach ligowych (z rzutów karnych) oraz dwa w europejskich pucharach.
W 2005 roku przeniósł się do tureckiego Kayserisporu, gdzie przez dwa sezony nie zagrał tylko w czterech spotkaniach ligowych. Przygodę z tym klubem zakończył w maju 2008 roku zdobyciem Pucharu Turcji. W konkursie rzutów karnych, w finałowym spotkaniu, obronił trzy strzały z jedenastu metrów, samemu strzelając dwie bramki.
Od sezonu 2008–2009 był zawodnikiem Bursasporu, gdzie ponownie pracował z Ertuğrulem Sağlamem, szkoleniowcem z czasów pobytu w Kaysersipor. W barwach Bursasporu Iwankow strzelił jedenaście goli, a także – jako pierwszy Bułgar w historii – sięgnął po tytuł mistrza Turcji. W czerwcu 2011 roku na krótko trafił do Anorthosisu Famagusta, z którego został zwolniony po 2 miesiącach gry.

## Kariera reprezentacyjna
W reprezentacji Bułgarii zadebiutował w 1998 roku, ale aż do 2004 roku był zmiennikiem Zdrawko Zdrawkowa. Po Euro 2004, kiedy selekcjonerem został Christo Stoiczkow, wygrał ze Zdrawkowem rywalizację o pozycję pierwszego bramkarza i wystąpił w większości meczów eliminacyjnych do Mundialu 2006. Był również podstawowym graczem drużyny walczącej o miejsce na Euro 2008 i Mundialu 2010. Po porażce reprezentacji w walce o mistrzostwa świata, ogłosił zakończenie reprezentacyjnej kariery. Ostatni raz wystąpił w kadrze w towarzyskim spotkaniu z Polską (0:2), 3 marca 2010.

## Sukcesy piłkarskie
- mistrzostwo Bułgarii 2000, 2001 i 2002 oraz Puchar Bułgarii 1998, 2000, 2002, 2003 i 2005 z Lewskim Sofia
- Puchar Turcji 2008 z Kayserisporem
- mistrzostwo Turcji 2010 z Bursasporem